# الغراس (أمانة العاصمة)

تعديل مصدري - تعديل

الغراس هي إحدى قرى مديرية بني الحارث التابعة لمحافظة أمانة العاصمة صنعاء اليمنية، بلغ  تعداد سكانها 2697 نسمة حسب الإحصاء الذي جرى عام 2004.